# Siniša Ergotić
Siniša Ergotić (* 14. September 1968 in Osijek) ist ein ehemaliger kroatischer Weitspringer.
Für Jugoslawien startend, wurde er bei den Europameisterschaften 1990 in Split Achter.
2001 gewann er Gold bei den Mittelmeerspielen und 2002 Silber bei den Europameisterschaften in München.
Bei den Olympischen Spielen 1996 in Atlanta, 2000 in Sydney und 2004 in Athen schied er ebenso in der Qualifikation aus wie bei den Weltmeisterschaften 1995 in Göteborg und 2003 in Paris/Saint-Denis.
2000 in Sydney war er auch Teil der kroatischen Mannschaft, die in der olympischen 4-mal-100-Meter-Staffel im Vorlauf ausschied.

## Persönliche Bestleistungen
- Weitsprung: 8,23 m, 5. Juni 2002, Zagreb
  - Halle: 8,10 m, 16. Februar 2003, Ljubljana
- 100 m: 10,52 s, 14. Mai 1994